# Ectropis devecta
Ectropis devecta är en fjärilsart som beskrevs av Claude Herbulot 1966. Ectropis devecta ingår i släktet Ectropis och familjen mätare. Inga underarter finns listade i Catalogue of Life.